# Сэвидж, Майкл (политический комментатор)
Майкл Алан Вайнер (англ. Michael Alan Weiner; род. 31 марта 1942 года, известный под своим псевдонимом Майкл Сэвидж; англ. Michael Savage) — американский консервативный писатель, политический обозреватель, активист и бывший радиоведущий. Сэвидж наиболее известен как ведущий общенационального синдицированного ток-шоу The Savage Nation, которое транслировалось по сети Talk Radio в США до 2021 года, а в 2009 году было вторым по популярности ток-шоу на радио в стране с аудиторией более 20 млн слушателей на 400 станциях. С 23 октября 2012 г. по 1 января 2021 г. Майкл Сэвидж был синдицирован Cumulus Media и Westwood One. Он имеет степень магистра Гавайского университета в области медицинской ботаники и медицинской антропологии, а также докторскую степень. из Калифорнийского университета в Беркли по диетологической этномедицине. Как Майкл Вайнер, он написал книги по питанию, фитотерапии и гомеопатии; как Майкл Сэвидж, он написал несколько политических книг, которые вошли в список бестселлеров New York Times.
Сэвидж резюмировал свою политическую философию тремя словами: границы, язык и культура. Он охарактеризовал свои взгляды как консервативный национализм, в то время как критики охарактеризовали их как «поощрение экстремизма» Он поддерживает English-only movement и утверждает, что либерализм и прогрессивизм унижают американскую культуру. Хотя его выступления на радио в основном характеризуются политической тематикой, он также часто затрагивает такие темы, как медицина, питание, музыка, литература, история, теология, философия, спорт, бизнес, экономика и культура, а также рассказывает личные анекдоты.
В 2009 году Сэвидж был включен министром внутренних дел Великобритании в список людей, которым навсегда запрещен въезд в Соединенное Королевство за «стремление спровоцировать других на серьёзные преступные действия и разжигание ненависти».

## Комментатор

### Радио
Отказ издателей его рукописи 1994 года о нелегальной иммиграции и эпидемиях побудил Сэвиджа записать демо-кассету с имитацией радио-ток-шоу о содержании работы. Он отправил эту запись на 250 радиостанций, пытаясь сменить карьеру и стать ведущим ток-шоу на радио. 21 марта 1994 года Сэвидж начал свою карьеру на радио на KGO (новостная / разговорная радиостанция Сан-Франциско) в качестве временного ведущего ночного шоу либерала Рэя Талиаферро, а затем в качестве ведущего на выходных. В то время его лозунгом было «Справа от Раша и слева от Бога». Шоу быстро стало местным хитом.
Позже, в 1994 году, материнская компания KGO Capital Cities/ABC Inc. приобрела станцию KSFO и изменила её на консервативный формат разговора. 2 января 1995 года, в первый день нового формата KSFO, Сэвидж дебютировал в качестве ведущего дневного шоу The Savage Nation. К 2000 году Сэвидж был самым популярным ведущим дневной поездки среди всех взрослых в рейтингах San Francisco Arbitron.
В 1999 году Talk Radio Network начала синдицировать часть The Savage Nation на национальном уровне. С 21 сентября 2000 года The Savage Nation стало общенациональным шоу, транслируемым TRN.
В середине 2006 года у Сэвиджа было 8-10 миллионов слушателей в неделю, то сделало его шоу третьим по популярности в США в то время. Сэвидж описал своих слушателей как «грамотных собеседников, обладающих интеллектом, остроумием и энергией». Он охарактеризовал постановку своего шоу как «… жесткую грань в сочетании с юмором и образованием… Те, кто меня слушает, говорят, что слышат немного Платона, Генри Миллера, Джека Керуака, Моисея, Иисуса и Франкенштейна». Марк де ла Винья из San Jose Mercury News писал о Сэвидже: «В отличие от Раша Лимбо, Шона Хэннити и Лауры Шлессинджер, Сэвидж из Сан-Франциско сочетает консервативную обличительную речь и резкие наблюдения с едким юмором и даром болтливости».
К 2009 году у The Savage Nation было от 8 до 10 миллионов слушателей на 400 станциях в Соединенных Штатах, что сделало его вторым по популярности ток-шоу на радио в стране в то время. Примерно в то же время Сэвидж спросил мнение своей аудитории, прежде чем дать согласие на профильное интервью Келефы Санне из The New Yorker; В конце концов Сэвидж принял это предложение, и профиль жителя Нью-Йорка под названием «Party of One» был опубликован в выпуске от 3 августа 2009 г., в котором очень подробно освещалась жизнь и личность Сэвиджа..
10 сентября 2009 г. KNEW (910 кГц) на домашнем рынке Сэвиджа в Сан-Франциско объявил, что отказывается от его программы и заменяет его Джоном и Кеном с дочерней станции KFI-AM (640 кГц) / Лос-Анджелес. Джон Скотт, программный директор KNEW, сказал в электронном письме, что радиостанция движется «… в другом философском и идеологическом направлении, предлагая более современный контент и больше местной информации» Согласно ежемесячным рейтингам Arbitron, KNEW упал в рейтингах. так как Сэвиджа отпустили. Станция Сан-Франциско KTRB подхватила программу для рынка Сан-Франциско, и во второй половине дня её рейтинги выросли. Тем не менее, программа стала одной из первых жертв, когда в сентябре 2010 года KTRB перешел к конкурсному производству.
22 января 2010 года Сэвидж сообщил своей аудитории, что писатель Playboy связался с ним по электронной почте, чтобы дать длинное интервью, и снова спросил своих слушателей, должен ли он принять предложение. Во время шоу Сэвидж прочитал личные электронные письма между писателем Playboy и им самим. Писатель признался, что слушает Savage Nation, но критикует профиль, составленный The New Yorker. Писатель также заявил, что целью интервью было «расшевелить» читателей Playboy. 12 мая 2010 года Сэвидж сообщил, что дал интервью у себя дома. Playboy опубликовал интервью в июне 2010 года. Он прочитал предпубликационную копию интервью Playboy из 8000 слов, в котором писатель выразил неприязнь к Сэвиджу и его взглядам. Сэвидж сказал, что разочарован отсутствием журналистской объективности, но не питает ненависти к писателю. Он сослался на интервью Келефы Санне журналу New Yorker и похвалил Санне как «настоящего писателя», разбирающегося в своем предмете.
27 сентября 2012 года ток-шоу Сэвиджа покинуло эфир после того, как он выиграл судебную тяжбу с Talk Radio Network, его давним работодателем, и его адвокат сказал, что ведутся переговоры с новыми сетями. Сэвидж начал серию видеоинтернет-трансляций через Ustream 30 сентября 2012 г. 17 октября 2012 г. Сэвидж и его новый синдикатор Cumulus Media Networks объявили, что они заключили сделку, и программа после нескольких недель отсутствия в эфире будет возвращение по состоянию на 23 октября 2012 г. К апрелю 2013 года, по данным отраслевого журнала Talkers Magazine, у Сэвиджа было более 3,5 млн еженедельных слушателей, что поставило его на шестое место с шестью участниками, а шесть ведущих ток-шоу получали 7,5+ миллионов еженедельных слушателей. 26 сентября 2013 г. Cumulus Media Networks объявила, что радиошоу Майкла Сэвиджа The Savage Nation с января 2014 г. переместится на временной интервал 3-6 часов по восточноевропейскому времени. Этот временной интервал был занят Шоном Хэннити.
В январе 2015 года стало известно о том, что Савадж и Westwood One достигли соглашения о продлении долгосрочного контракта с The Savage Nation.
В январе 2019 года Сэвидж и Westwood One запустил формат подкаста, совмещавшем прямые трансляции и студийный материал.
24 марта 2019 года Сэвидж отметил 25-летие радиошоу.
1 января 2021 года The Savage Nation прекратила выпускаться Cumulus Media и Westwood One.

### Телевидение
У Сэвиджа было короткое политическое ток-шоу на MSNBC, которое началось 8 марта 2003 г. и закончилось 7 июля 2003 г. Президент MSNBC Эрик Соренсон нанял Сэвиджа для проведения часового шоу, несмотря на предыдущую критику Сэвиджем сети в книге «Дикая нация» и возражения сотрудников NBC. Соренсон назвал Сэвиджа «дерзким, страстным и умным» и пообещал, что предоставит «убедительное мнение и анализ с преимуществом». Спустя четыре месяца Сэвидж был уволен из шоу после замечаний, сделанных в ответ на звонок пранкера Боба Фостера и вызвавших споры в гей-сообществе.
Сэвидж — постоянный гость новостного сайта Newsmax, с выступлениями в программах «Stinchfield» и «The Count».

### Подкаст
In 2019 Savage launched The Savage Nation podcast with episodes posted on Tuesdays and Fridays.

## Political views
Michael Savage calls himself an «independent-minded individualist» and says that he «fits no stereotype.» In a 2006 interview, Savage cited Barry Goldwater as an influence, saying «I’m a Goldwater conservative…. If [another] Goldwater appeared, I’d work for him, I’d give money to him»
Savage criticizes big government as well as liberalism and liberal activism, and accuses the mainstream news media of liberal bias. He considers the three aspects that define a nation as borders, language, and culture; those aspects inspired the motto of the Paul Revere Society.

### Защита дикой природы
Сэвидж является давним сторонником сохранения дикой природы и часто указывает, что «консерватор» и «охрана» имеют один и тот же корень, означающий «сохранять». Он утверждает, что консерваторы должны «владеть» защитой окружающей среды и сохранением ресурсов дикой природы. В статье Huffington Post за декабрь 2017 года цитируется Сэвидж относительно отмены президентом Трампом запрета на трофейную охоту эпохи Обамы: "… давний зоозащитник Майкл Сэвидж … умолял президента пересмотреть свое решение:
"Не все законы Обамы были плохими, — сказал Сэвидж. «Некоторые из них (вроде этого) были грандиозными»… «Сэвидж также затронул (библейские) аспекты убийства слона, льва или жирафа, животных, на которых мы обычно не охотимся. „Власть над животными не означает их уничтожения или террора“» — сказал он.
В марте 2018 года The Hill писало: «Консервативный радиоведущий Майкл Сэвидж также высказался против предложенной Службой охраны рыбных ресурсов и диких животных политики на этой неделе, написав в блоге в среду, что он» чувствовал себя преданным «секретным решением администрации» после того, как ранее говорил лично с Трампом по этому вопросу. Я провел обед, разговаривая с президентом об экологических проблемах, и особенно об этом, и это то, что все равно произошло", — написал Сэвидж. "Я ясно дал понять, что это красная черта, которую нельзя пересекать, что теперь у слонов, львов и другой крупной дичи есть нарисованная мишень. Я объяснил, что корень слова «консервативный» такой же, как и у слова «сохранение», и что они не должны быть диаметрально противоположными. Я объяснил, что имелось в виду под владычеством, как я тщательно изложил в книге «Бог, вера и разум». «Мы надеемся, что здесь вмешается президент и отменит этот приказ».
Частная встреча с президентом Дональдом Трампом в Мар-а-Лаго последовала за серией призывов в его радиопередаче к Трампу поддержать закон, защищающий дикую природу. В августе 2019 года, после того как администрация Трампа повторно санкционировала использование бомб с цианидом против диких животных, Сэвидж призвал Белый дом и Агентство по охране окружающей среды США отменить одобрение.

### Иммиграция
Сэвидж выступает против иммиграции, ссылаясь на эпидемию героина чёрной смолы, большой процент заключенных-иммигрантов, незаконное использование государственных услуг и снижение американского национализма., в твите от 17 мая 2019 г. он написал: «Читайте по губам: новых иммигрантов нет» Он часто предупреждает, что мигранты переносят болезни. 28 марта 2006 г., после митингов в поддержку иммиграции в Калифорнии, он призвал своих слушателей сжечь мексиканские флаги в качестве акта американского национализма в знак протеста против нелегальной иммиграции из этой страны.

### ЕС
Сэвидж описывает Европейский Союз как «мечту Гитлера об объединённой Европе под контролем Германии». Он приравнивает голосование Британии за выход из Союза ко Второй мировой войне, говоря, что это было «во многом повторением битвы за Британию». Сэвидж считал, что после Брексита ЕС рискует разжечь гражданскую войну, чтобы получить полный контроль над населением в своих планах «нового сверхгосударства советского образца, которые давно были в чертежных книгах».

### Выборы

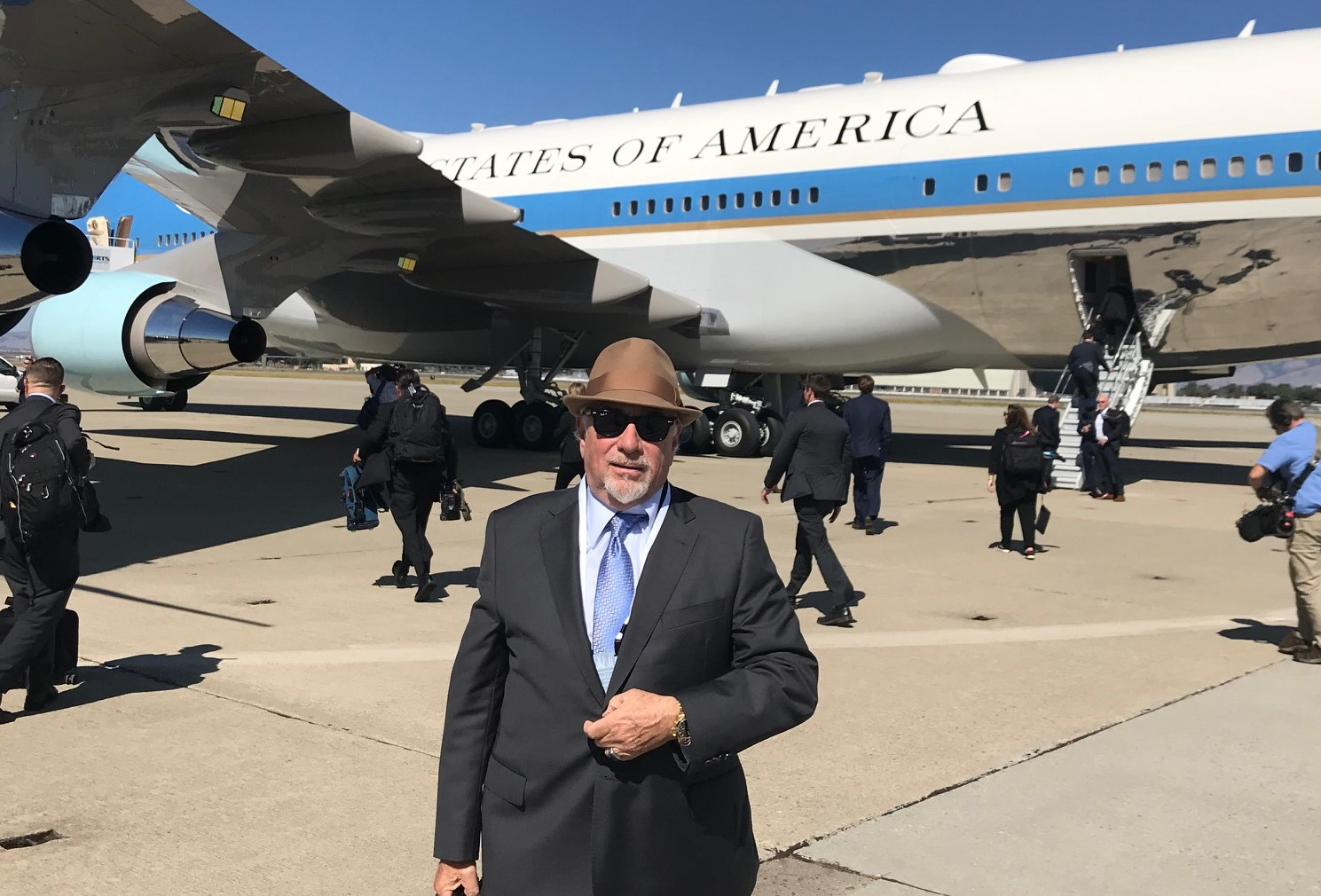
Майкл Сэвидж на федеральном аэродроме Моффет перед полётом на Air Force One с президентом США Дональдом Трампом.

В 2003 году Сэвидж сказал, что в 2000 году он голосовал за Джорджа Буша «весьма неохотно, кстати». В 2004 году Savage and the Revere Society устроили вечеринку в кафе Schroeder’s Cafe в Сан-Франциско, посвященную переизбранию Буша. Сэвидж пожертвовал 5600 долларов на кампанию кандидата от Демократической партии Джерри Брауна на выборах генерального прокурора Калифорнии в 2006 году..
Сэвидж решительно поддерживал постоянного гостя своей программы Дональда Трампа, с момента объявления им июне 2015 года своей кандидатуры на президентских выборах в США в 2016 году. В статье Salon за апрель 2016 года Сэвидж описывался как оказавший большое влияние на кампанию Трампа.
Сэвидж категорически не согласен с некоторыми действиями и политикой Трампа, включая назначение Джона Болтона советником по национальной безопасности, бомбардировки Сирии, неспособность взять под контроль нелегальную иммиграцию и защитить находящиеся под угрозой исчезновения и уязвимости диких животных. Тем не менее, он поддержал Трампа на президентских выборах в США в 2020 году.

### Dubai Ports World
В начале 2006 года администрация президента Джорджа Буша-младшего одобрила продажу контракта на охрану порта компании Dubai Ports World (DP World) со штаб-квартирой в Объединённых Арабских Эмиратах.
Майкл Сэвидж оказал большое влияние на провал сделки Беспокойство Сэвиджа частично было основано на том факте, что "двое из угонщиков самолётов-смертников 11 сентября прибыли из ОАЭ, и большая часть средств для атак шла через банки этой страны. В своем радио 17 февраля. шоу, Сэвидж взял интервью у своего давнего врага — сенатора-демократа от Нью-Йорка Чака Шумера, с которым Сэвидж согласился по вопросу о портах Дубая.
Белый дом прислушивался к Сэвиджу: «Хотя до этого сделка привлекла некоторое внимание газет, гневное сообщение г-на Сэвиджа вызвало раннюю обеспокоенность в Белом доме Буша о предстоящих проблемах». Сэвидж и другие противники сделки «создали волну гнева со стороны американцев по всей стране, из-за которой законодатели в Вашингтоне — по их собственному признанию — гораздо больше следовали за своими избирателями, чем вели их». Законодатели заявляли, что негативная реакция избирателей была подавляющей.

### «Геноцид белых»
По данным Южного юридического центра по борьбе с бедностью, Сэвидж придерживается теории заговора о геноциде белых, согласно которой белые люди вымирают в результате насильственной ассимиляции или насильственного геноцида.. Комментатор обвинял президента Бараку Обаму и Демократическую партию в продвижении этой концепции в США. Он заявил, что «в отношении белых пропагандируется культурный геноцид».

### COVID-19
В статье от 31 января 2020 года в Stat News процитирован призыв Сэвиджа прекратить полеты из Китая: «КАРАНТИН! ОСТАНОВИТЕ ПУТЕШЕСТВЕННИКОВ ИЗ КИТАЯ СЕЙЧАС!» Два месяца спустя в тематической статье New York Times от 16 апреля 2020 года Сэвидж был назван одним из первых в средствах массовой информации, особенно консервативных, которые серьёзно отнеслись к эпидемии COVID-19. В своем радиошоу Сэвидж использовал свои полномочия — кандидата наук с подготовкой в области эпидемиологии — чтобы поговорить со своими поклонниками об исследованиях коронавируса: как передается вирус; какие методы лечения оказались эффективными; и разница между заболеваемостью и смертностью. «Взгляды Сэвиджа отличались от взглядов других консервативных комментаторов, которые предприняли согласованные усилия, чтобы отрицать, что они преуменьшают значение эпидемии. Сэвидж подверг критике их авторитет и потребовал привлечь их к ответственности за то, что они ввели в заблуждение миллионы американцев» Ещё 24 февраля 2020 г. Сэвидж говорил о Лимбо и Хэннити: «Как мы можем не позволить нашей стороне быть названной на ковре, когда они лгут народу?» Сэвидж также резко критикует директора НИАИД. , доктор Энтони Фаучи, называя его «пиарщиком», который неправильно справился с эпидемией СПИДа, отказавшись закрыть бани для геев. Сэвидж считает, что универсальные блокировки представляют собой угрозу личной свободе, и вместо этого призывает к выборочному карантину групп риска.
В статье от 4 мая 2020 г. в Washington Examiner цитируется Сэвидж, который заявил, что откажется принимать вакцину против коронавируса, заявив, что она, вероятно, будет «неэффективной и опасной». Ранее он имел опыт противодействия вакцине против гриппа. Сэвидж утверждал, что органы Центра по контролю за заболеваниями должны угадать, из чего должна быть сделана вакцина. «Итак, они выбирают пять штаммов из 250 с лишним штаммов гриппа А, и если они не выберут правильный, вы заболеете», — сказал он. «Итак, вы полагаетесь на способность CDC угадать, что может быть пандемией». Он сказал, что «в этом году» (2013) CDC правильно угадал два штамма и ошибся в одном из них.
В отличие от своих взглядов на вакцину против гриппа, Сэвидж поддерживает вакцины, например, от полиомиелита, которые действуют в течение многих лет, потому что они воздействуют на инфекционный агент с низкой скоростью мутации. В статье Ethics Alarms 2013 года Сэвидж рассказывает, что "… одним из его героев в детстве был Джонас Солк не потому, что он изобрел первую эффективную вакцину против полиомиелита, а потому, что он отказался запатентовать её и дал миру на благо человечества. «Немногим позже Сэвидж заметил, что Альберт Сэбин, заклятый соперник Солка, который позже изобрел пероральную вакцину, также отказался извлечь выгоду из своего изобретения. Могло ли все это быть правдой, задавался я вопросом? Если это правда, то почему я об этом не знал?» "Почему не все знают об этом? Это правда. На вопрос, почему он не запатентовал свою вакцину, Солк лихо ответил: «Можете ли вы запатентовать солнце?»

### Literature as Michael A. Weiner
- Earth Medicine — Earth Foods: Plant Remedies, Drugs, and Natural Foods of the North American Indians, New York: Macmillan Publishers US, 1972, ISBN 0-02-625610-X
- Plant a Tree: A Working Guide to Regreening America, New York: Collier Books, 1975, ISBN 0-471-57104-0
- Bugs in the Peanut Butter: Dangers in Everyday Food, Boston: Little, Brown and Company, 1976, ISBN 0-316-92860-7
- Man’s Useful Plants, New York: Macmillan Publishers US, 1976, ISBN 0-02-792600-1
- The Taster’s Guide to Beer: Brews and Breweries of the World, New York: Macmillan Publishers US, 1977, ISBN 0-02-625600-2
- Weiner’s Herbal: The Guide to Herb Medicine with Janet Weiner and Norman R. Farnsworth, New York: Stein and Day Publishers, 1980, ISBN 0-8128-2586-1 ISBN 0-8128-6023-3
- The Way of the Skeptical Nutritionist: A Strategy for Designing Your Own Nutritional Profile, New York: Macmillan Publishers US, 1981, ISBN 0-02-625620-7
- The Art of Feeding Children Well with Kathleen Goss, Warner Books, 1982, ISBN 0-446-97890-6
- Nutrition Against Aging, New York: Bantam Books, 1983, ISBN 0-553-23642-3
- Secrets of Fijian Medicine, San Rafael, Calif.: Quantum Books, 1983, ISBN 0-912845-02-3
- Vital Signs, San Diego: Avant Books, 1983, ISBN 0-932238-20-3
- Dr. Savage’s High Fiber Counter, New York: Pinnacle Books, 1984, ISBN 0-523-42211-3
- Getting Off Cocaine, New York: Avon Publications, 1984, ISBN 0-380-67900-0
- The People’s Herbal: A Family Guide to Herbal Home Remedies, Los Angeles: Putnam Publishing Group, 1984, ISBN 0-399-50756-6
- Maximum Immunity: How to Fortify Your Natural Defenses Against Cancer, AIDS, Arthritis, Allergies — Even the Common Cold — And Free Yourself from Unnecessary Worry for Life, Boston: Houghton Mifflin Harcourt, 1986, ISBN 0-395-37910-5
- Reducing the Risk of Alzheimer’s, New York: Stein and Day Publishers, 1987, republished under the name Michael Savage, Ph.D., 2007, ISBN 0-946551-53-7
- The Complete Book of Homeopathy: The Holistic & Natural Way to Good Health, Garden City Park, N.Y.: Avery Publishing, 1989, ISBN 0-89529-412-5
- The Herbal Bible: A Family Guide to Herbal Home Remedies, San Rafael, Calif.: Quantum Books, 1992, ISBN 0-912845-06-6
- Healing Children Naturally, San Rafael, Calif.: Quantum Books, 1993, republished under the name Michael Savage, Ph.D., 2007, ISBN 0-912845-10-4
- Herbs That Heal: Prescription for Herbal Healing, Mill Valley, Calif.: Quantum Books, 1994, ISBN 0-912845-11-2
- The Antioxidant Cookbook: A Nutritionist’s Secret Strategy for Delicious and Healthy Eating, Mill Valley, Calif.: Quantum Books, 1995, ISBN 0-912845-13-9

### Literature as Michael Savage
- The Death of the White Male: The Case Against Affirmative Action, Mill Valley, Calif.: Quantum Books, 1991, ISBN 0-912845-08-2
- The Compassionate Conservative Speaks, San Rafael, Calif.: Quantum Books, 1995, ISBN 0-912845-13-9
- The Savage Nation: Saving America from the Liberal Assault on Our Borders, Language, and Culture, Nashville, Tenn: WND Books, 2002, ISBN 0-7852-6353-5
- The Enemy Within: Saving America from the Liberal Assault on Our Churches, Schools, and Military, Nashville, Tenn: Nelson Current, 2003, ISBN 0-7852-6102-8
- Liberalism Is a Mental Disorder: Savage Solutions, Nashville, Tenn: Nelson Current, 2005, ISBN 1-59555-006-2
- The Political Zoo, Nashville, Tenn: Nelson Current, 2006, ISBN 1-59555-042-9
- Psychological Nudity: Savage Radio Stories, San Francisco: Savage Productions, 2008, ISBN 1-4276-3401-7
- Banned in Britain: Beating the Liberal Blacklist, New York: Plume, 2009, ISBN 978-1-4276-4253-0
- Trickle Up Poverty: Stopping Obama’s Attack on Our Borders, Economy, and Security, New York: William Morrow and Company, 2010, ISBN 978-0-06-201097-1
- Abuse of Power, New York: St. Martin's Press, 2011, ISBN 978-0-312-65161-9
- Trickle Down Tyranny, New York: William Morrow and Company, April 3, 2012, ISBN 978-0-06-208397-5
- Train Tracks: Family Stories of the Holidays, New York: HarperCollins, 2012, ISBN 978-0-06-221084-5
- A Time for War, New York: St. Martin's Press, 2013, ISBN 978-0-312-65162-6
- Stop the Coming Civil War: My Savage Truth, Center Street, 2014, ISBN 1-4555-8243-3
- Countdown to Mecca, St. Martin’s Press, 2015, ISBN 978-1-250-03526-4 (hardcover)
- Government Zero: No Borders, No Language, No Culture, Hachette Book Group, Inc., 2015, ISBN 978-1-4555-3611-5 (hardcover)
- Diseases without Borders: Boosting Your Immunity Against Infectious Diseases from the Flu and Measles to Tuberculosis, Center StreetPublication., 2016, ISBN 978-1-4555-3663-4 (E-Book)
- Teddy and Me: Confessions of a Service Human, Center Street, 2016, ISBN 978-1-4555-3612-2
- Scorched Earth: Restoring the Country after Obama, Center Street, 2016, ISBN 978-1-4555-6824-6
- Trump’s War: His Battle for America, Center Street, 2017, ISBN 978-1-4789-7667-7
- God, Faith, and Reason, Center Street, 2017, ISBN 978-1-4789-7671-4
- Xenon, Utopia Productions, 2018, Шаблон:ASIN
- Stop Mass Hysteria: America’s Insanity from the Salem Witch Trials to the Trump Witch Hunt, from the Red Scare to Russian Collusion, Center Street, 2018, Шаблон:ASIN
- A Savage Life, HarperCollins, 2019, ISBN 978-0-0629-3639-4